# Tanggu, Tianjin
Tanggu (kinesiska: 塘沽) är ett stadsdelsdistrikt i Kina. Det ligger i storstadsområdet Tianjin, i den norra delen av landet, omkring 40 kilometer öster om stadens centrum.
Tanggu qu (塘沽区) var ett stadsdistrikt som omfattade ett större område. Det blev 2009 en del av Binhai.